# 志良以榮
志良以 榮（しらい さかえ、1937年〈昭和12年〉1月8日 - ）は、日本の政治活動家。政経同友会、平民党、国民党（1988年設立）などを率いた経験を持ち、政治団体日本国民党（2004年設立）代表。過去に自民党衆議院議員の私設秘書を務めた。筆名は白井祐伯。
志良以は政治団体「国民党」を1988年に設立した。同党は選挙ポスターを貼り出さないなど、独特の選挙戦術で知られる。本部事務所（連絡先）は新宿区歌舞伎町に置かれていたが、港区浜松町の奈良武（同党より立候補歴のある弁理士）の個人事務所に移転した。2014年12月31日に解散が届け出られた。この間、志良以は自らを代表者とする別の政治団体「日本国民党」を2004年に立ち上げた。

## 選挙活動歴
- 1991年4月の東京都知事選挙と、同年6月の参議院議員補欠選挙（埼玉県選挙区）に志良以榮が立候補するも、落選。
- 1993年の第40回衆議院議員総選挙では全国で25名の候補を擁立し、東郷健率いる雑民党とともに確認団体となったが、全員落選。
- 1995年の第17回参議院議員通常選挙では、友党の文化フォーラム（大平シローなども所属）、新しい政治の風を含め、約30名を大量擁立したが、全員落選。
- 1996年の第41回衆議院議員総選挙には、愛知県の選挙区からのみ候補者を擁立するが[4]、全員落選。
- 1998年の第18回参議院議員通常選挙では、比例区を見送り、愛知県選挙区のみに候補者を擁立したが、全員落選。
- 2000年の第42回衆議院議員総選挙では、政策協定を結んだ自由連合の公認を受け、愛知県を中心に選挙区候補を擁立（志良以親子のみ静岡より出馬）するが、全員落選。
- 2001年の第19回参議院議員通常選挙では、再び愛知県選挙区に公認候補を擁立したが、全員落選。
- 2003年の第43回衆議院議員総選挙には、志良以榮が東京10区から立候補するも落選した。
- 2004年の第20回参議院議員通常選挙では、候補者擁立を見送った。
- 2005年の東京都議会議員選挙では、志良以榮が港区選挙区から立候補したものの、最下位落選。